# Sankt Lorenzen im Paltental
Sankt Lorenzen im Paltental (bis 1. September 1951 nur Sankt Lorenzen) ist eine Ortschaft und Katastralgemeinde der Gemeinde Trieben im Bezirk Liezen, Steiermark.

## Geographie
Das Dorf liegt im Paltental, dem Verbindungstal Ennstal zum Mur–Mürz-Gebiet, südwärts 12 Kilometer hinter Selzthal und 3 km vor Trieben. Der Ort liegt auf linken, schattigeren Talseite, auf 750 m ü. A. am Fuß des Hohenbühel (1275 m ü. A.).
Die Ortschaft umfasst knapp 120 Gebäude mit etwa 380 Einwohnern.
Zum Ortschaftsgebiet gehören auch die zerstreuten Häuser Lorenzergraben und die Almen Kühberger und Pettaleralm.
Das Gebiet der Katastralgemeinde zieht sich weit in die Rottenmanner Tauern südwestwärts, das Tal hinein bis zum Wasserfallgraben unter dem Almspitz (2188 m ü. A.), aber auch das Hintertal des beim Nachbarort Schwarzenbach abzweigenden Nebentals, den Kessel Larchboden–Hölleralm, zwischen Almspitz, Hochhaide (2363 m ü. A.), Dreistecken (2382 m ü. A.), Seekarspitze (2115 m ü. A.) und Großer Rübe (2093 m ü. A.). Hier liegen mit Grünem See und Gemeinsee zwei einsame Karseen.
Nachbarortschaften und -katastralgemeinden
| Edlach (Gem. Rottenmann)                      | Bärndorf (Gem. Rottenmann)                  | Dietmannsdorf |
|                                               | Kompassrose, die auf Nachbargemeinden zeigt |               |
| Rottenmann (Gem./KG)Hohentauern (Gem./KG) (1) |                                             | Schwarzenbach |

(1) angrenzende Katastralgemeinden im Berggebiet

## Geschichte und Infrastruktur
Sankt Lorenzen beherbergt die Mutterpfarre des gesamten Paltentals.
Die Kirche in St. Lorenzen im Paltentale wurde 1125 erstmals urkundlich erwähnt und ist somit als älteste Pfarre die Mutterpfarre aller anderen Kirchen des Paltentales. Die erste abgetrennte Pfarre war Lassing, die jüngste die Stadtpfarre Trieben, die im Jahr 1955 als Diözesanpfarre errichtet wurde. Zur Pfarre gehören heute noch die Filialkirche St. Johannes in Dietmannsdorf und die Kapellen in Schwarzenbach, Singsdorf und Bärndorf.
Sankt Lorenzen wurde im Jahr 1952 nach Trieben eingemeindet und als Katastralgemeinde weitergeführt.
Außerdem ist in St. Lorenzen ein Kindergarten angesiedelt.

### Murkatastrophen 2012
21. Juli 2012 in der Früh fuhr eine zehn Meter hohe Mure durch den Ort. Bis zu 70 Häuser, nahezu der gesamte Ortskern, wurde verschüttet und teils komplett zerstört. Der Ort wurde von der Umwelt abgeschnitten, mit Hubschraubern mussten 42 Personen evakuiert werden, im Zuge der Sicherungsarbeiten insgesamt 200. Das Paltental war in diesem Gewittersommer 2012 schon mehrfach getroffen worden, so beim Zugunglück 18. Juni, dem Murkatastrophenalarm an der Pyhnrnautobahn in Trieben/Gaishorn 21. Juni, mit zahlreichen weiteren Starkregen der folgenden Wochen. In St. Lorenzen standen dann in zweiwöchigem Aufräumarbeiten bis zu 400 Mann des Bundesheers sowie 22 Feuerwehren mit 150 Mann im Einsatz.
Schon am 18. Juni, 7 Uhr abends, hatte ein heftiges Gewitter eine Mure ausgelöst, die die Gleise der Bahnlinie Selzthal–St. Michael (Rudolfsbahn) verschüttete. Ein Schnellzug (Kurs 611 Salzburg–Graz), mit 140 km/h im Volltempo, konnte trotz Notbremsung nicht mehr anhalten, und fuhr auf die Schlamm- und Geröllmassen auf. Steuerwagen und zwei Waggons der acht Wagen langen Garnitur sprangen aus den Schienen, kippten aber nicht um. Von den 210 Personen im Zug wurden 11 verletzt. An Bahnlinie und Garnitur entstanden Schäden im Bereich von 5 Millionen €.

## Kultur und Sehenswürdigkeiten

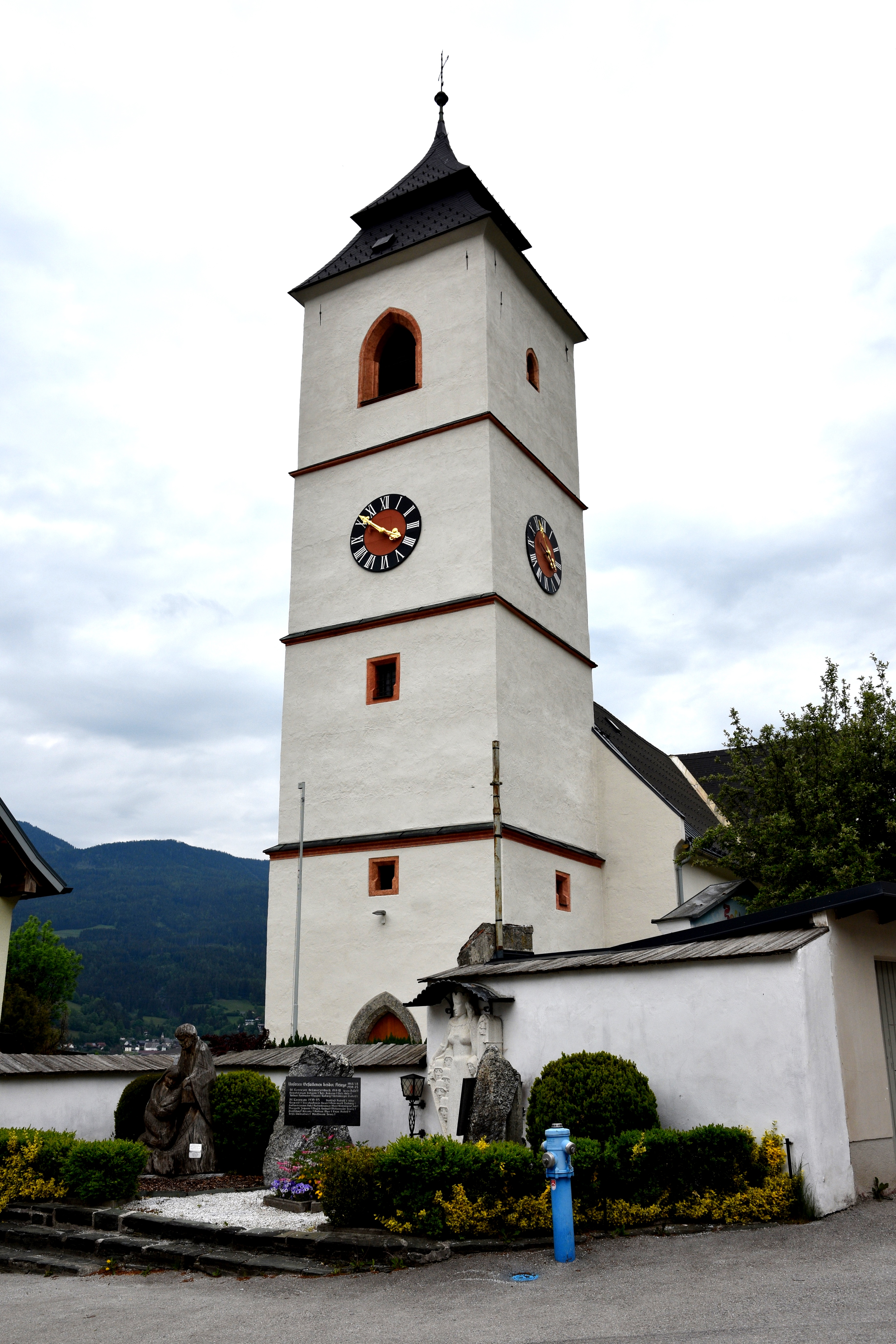
Pfarrkirche St. Lorenzen

- Katholische Pfarrkirche St. Lorenzen im Paltental hl. Laurentius
- Kalvarienberg: Östlich der Pfarrkirche erhebt sich ein spätbarocker Kalvarienberg mit Kreuzwegstationen. Er wurde wie die Dorfkapellen durch die Familie Legensteiner zu Beginn des 19. Jahrhunderts errichtet. Diese spendete auch den Kreuzweg der Pfarre Lassing.

## Persönlichkeiten
- Jakob Legensteiner (1801–1858), geb. in Lassing, Abgeordneter des Bauernstandes zum Steiermärkischen Landtag nach der Revolution von 1848
- Julian Roman Pölsler (* 1954 am Kreuzberg im Paltental / Gemeinde Sankt Lorenzen im Paltental), österreichischer Autor und Regisseur